# ماري دوروتشر
ماري هوزيفينا ماثيلد دوروتشر (بالبرتغالية: Marie Josephine Mathilde Durocher‏) (6 يناير 1809 - 25 ديسمبر 1893)؛ طبيبة وقابلة برازيلية مختصة في طب التوليد، وهي أول طبيبة امرأة في أمريكا اللاتينية.

## سيرتها الذاتية
كانت دوروتشر ابنة مهاجرين فرنسيين، فقد وُلِدت في باريس وانتقلت مع والديها للعيش في البرازيل عندما كانت في الثامنة من عمرها. أصبحت أرملة في شبابها، وكانت أم لطفلين. رغم ذلك، فإنها كانت أول امرأة يتم منحها درجة علمية في الطب من الكلية الطبية الجديدة بمدينة ريو دي جانيرو في عام 1834. وبقيت دوروتشر نشطة في مجال عملها لمدة ستون عاماً. لفتت الكثير من الأنظار بلبسها للملابس الرجالية، حيث كانت ترى أنهم أنسب لعملها مقارنة بالملابس النسائية السائدة آنذاك. أثناء عملها كقابلة، قامت بتوليد أحفاد الإمبراطور بيدرو الثاني. أصبحت دوروتشر أول امرأة تمتلك عضوية في الأكاديمية الوطنية الطبية بالبرازيل في عام 1871.

## قراءات موسعة
- Jennifer S. Uglow : The Macmillan dictionary of women's biography (1982)
- Laura Lynn Windsor : Women in medicine: an encyclopedia
- https://web.archive.org/web/20110706155444/http://www.farn.br/portal/noticias_artigosreitor.php?id=60 (بالبرتغالية)